# Креспадоро
Креспадоро (італ. Crespadoro, вен. Crespadoro) — муніципалітет в Італії, у регіоні Венето, провінція Віченца.
Креспадоро розташоване на відстані близько 430 км на північ від Рима, 90 км на захід від Венеції, 26 км на захід від Віченци.
Населення — 1373 особи (2014).

## Демографія
Населення за роками:

Станом на 1 січня 2023 року в муніципалітеті офіційно проживало 145 іноземців з 16 країн, серед них 6 громадян країн Євросоюзу та 1 громадянин України.

## Сусідні муніципалітети
- Ала
- Альтіссімо
- Рекоаро-Терме
- Сельва-ді-Проньйо
- Вальданьо
- Вестенанова